# Сонячний радіотелескоп Даочень

Загальний план телескопа

Параболічні антени зблизька

Сонячний радіотелескоп Даочень (англ. Daocheng Solar Radio Telescope) — радіотелескоп у Китаї, який почав роботу в 2023 році та використовується для сонячної астрономії. Він складається з 313 параболічних антен діаметром 6 метрів кожна, які утворюють інтерферометричну решітку. Антени розташовані на однаковій відстані та утворюють коло довжиною 3,14 км. У центрі кола знаходиться калібрувальна антена висотою 100 метрів. Робочі частоти телескопа становлять від 150 МГц до 450 МГц і дозволяюють виявлення подій корональних викидів маси. Телескоп розташований у горах на Тибетському плато в провінції Сичуань, і ним керує Китайський меридіанний проєкт моніторингу космічної погоди II. Станом на 2023 рік це найбільший діючий сонячний телескоп. Його будівництво почалося в 2021 році і завершилося в 2022 році. Робота телескопа почалася в червні 2023 року.